# Cerchysiella citricola
Cerchysiella citricola är en stekelart som beskrevs av Xu 2005. Cerchysiella citricola ingår i släktet Cerchysiella och familjen sköldlussteklar. Inga underarter finns listade i Catalogue of Life.